# Malouetia pumila
Malouetia pumila är en oleanderväxtart som beskrevs av M.E.Endress. Malouetia pumila ingår i släktet Malouetia och familjen oleanderväxter. Inga underarter finns listade i Catalogue of Life.